# Sétima Legião
Sétima Legião fue una banda portuguesa formada en 1982 por Rodrigo Leão, Nuno Cruz y Pedro Oliveira. El nombre procede, es un juego de palabras, del apellido de uno de los componentes del grupo, Rodrigo Leão (León en lengua española) y de la legión romana (la Legio VII) que dio nombre a la ciudad española de León (Leão en lengua portuguesa).

## Miembros
- Rodrigo Leão - Bajo y teclados (desde 1982 hasta 1996)
- Pedro Oliveira (voz y guitarra)
- Nuno Cruz (batería, percusión)
- Gabriel Gomes (acordeón)
- Paulo Tato Marinho (gaita , flautas)
- Ricardo Camacho (teclado)
- Paulo Abelho (percusión, samplers)
- Francisco Menezes (letras, coros)

### Miembros pasados
- Susana Gomes - Violonchelo (desde 1983 hasta 1984

## Discografía

### Álbumes
- A Um Deus Desconhecido - 1984
- Mar D'Outubro - 1987
- De Um Tempo Ausente - 1989
- O Fogo - 1992
- Auto de Fé - 1994
- Sexto Sentido - 1999
- História da Sétima Legião: Canções 1983-2000 - 2000
- História da Sétima Legião II: Músicas 1983-2003 - 2003

### Sencillos
- Glória/Partida - 1983